# 넥스트 (2007년 영화)
《넥스트》(영어: Next)는 2007년 개봉한 미국의 SF 액션 스릴러 영화이다. 니컬러스 케이지, 줄리앤 무어, 제시카 빌 등이 출연했고, 리 타마호리 감독이 연출했다. 필립 K. 딕의 단편 소설 〈황금 사나이〉(The Golden Man)가 원작이나 기본 소재만 따오고 이야기는 새롭게 쓰여졌다.
2007년 4월 25일 벨기에와 프랑스에서 개봉된 후 2007년 4월 27일 파라마운트 픽처스에 의해 미국에서 개봉되었다.

## 줄거리
주인공 크리스 존슨은 선천적으로 예지 능력을 타고났지만 이 사실을 숨기고 라스베이거스에서 프랭크 캐딜락이라는 가명을 쓰며 인기 없는 마술사로 조용히 지내고 있다. 크리스의 미래 예지는 2분 앞까지가 한계이지만 리즈라는 한 여교사를 만나게 될 언젠가의 미래만큼은 예외이다. 그럼에도 이 여성을 만나게 될 시기에 대해서는 8시 9분이라는 정보 밖에 알지 못하여 크리스는 매일 8시 9분에 리즈를 만나게 될 식당을 찾는다.
한편 연방 수사국(FBI)에서는 장차 프랑스 테러리스트 조직이 미국 내에 핵폭탄을 터뜨리려 한다는 정보를 입수한 참이다. 크리스의 능력을 발견하고 예의 주시하고 있던 페리스 요원은 테러를 막기 위해 크리스에게 접촉을 시도한다. 하지만 크리스는 예지를 통해 페리스의 추적을 벗어난다. 이즈음 FBI의 움직임을 감시하고 있던 테러 조직 또한 크리스를 뒤쫓기 시작한다.
다음 날 아침 크리스는 마침내 식당에서 리즈와 만나고, 능력을 사용해 리즈의 호감을 사는 데 성공한다. 둘은 애리조나주 플래그스태프의 한 모텔에서 사랑을 나눈다. 핵폭탄이 로스앤젤레스에 있음을 알게 된 페리스는 리즈에게 접근해 크리스를 소시오패스라고 모함하며 그를 납치하는 걸 돕도록 종용한다. 하지만 리즈는 결국 크리스를 배신하지 못하고, 크리스는 리즈에게 자신의 초능력을 알려준 뒤 FBI의 추격으로부터 도주하기 시작한다.
페리스는 자신의 목숨을 미끼로 크리스를 붙잡는 데 성공한다. 한편 테러 조직은 크리스를 확보하는 데 실패하자 대신 리즈를 납치한다. 심문을 당한 크리스는 리즈가 죽게 될 미래를 예지하고, 리즈를 구하는 대가로 FBI에 협력하기로 한다. 크리스는 능력을 철저히 활용하여 FBI와 힘을 합쳐 작전을 수행한다. 그 결과 한 항구에 숨어 있던 테러 조직원들이 모두 사살되고, 리즈도 무사히 구출된다. 하지만 핵폭탄은 이미 다른 어디론가 옮겨져 있었고, 크리스가 본인이 실수했다는 걸 깨달은 동시에 폭탄이 터져 로스앤젤레스 전역이 완전히 파괴된다.
영화는 크리스가 리즈와 모텔에서 사랑을 나누던 때의 장면으로 되돌아간다. 리즈와 만난 덕분에 크리스는 이제 모든 미래를 예지할 수 있으며, 폭탄이 터지는 미래 역시 명확히 보게 되었다. 이에 크리스는 예지한 미래를 바꾸기로 다짐하고 페리스에게 협조하겠다고 연락한 뒤 리즈에게는 자신이 돌아올 때까지 기다려 달라고 하고는 떠난다.

## 출연진
- 니컬러스 케이지 - 크리스 존슨 / 프랭크 캐딜락 역
- 줄리앤 무어 - 캘리 페리스 역
- 제시카 빌 - 엘리자베스 “리즈” 쿠퍼 역
- 토마스 크레치만 - 스미스 씨 역
- 토리 키틀스 - 캐버나 요원 역
- 피터 포크 - 어브 역
- 짐 비버 - 위즈덤 국장 역
- 엔조 칠렌티 - 존스 씨 역
- 제이슨 버틀러 하너 - 제프 베인스 역
- 호세 수니가 - 로이벌 팀장 역
- 세르게이 트리푸노비치 - 화이트 씨 역
- 잭 옹 - 한국인 남자 역
- 제시카 바스 - 금발 미녀 역
- 보니타 프리더리시 - 계산원 역
- 폴 레이 - 도로 공사 감독 역
- 마이클 트루코 - 켄들 역
- 앨리스 김 케이지 - 연경 역

## 기타 제작진
- 협력 제작: 데브라 제임스
- 배역: 데니즈 채미언
- 미술: 윌리엄 샌델
- 의상: 사냐 밀코비치 헤이스
- 스턴트: J. J. 페리(크레디트 미기재)